# PRECIOUS COLLECTION 1995-2002
『PRECIOUS COLLECTION 1995-2002』（プレシャス・コレクション-）は、日本の女性ダンス・ボーカルグループMAXの2枚目のベストアルバムである。

## 概要
- 1stベストアルバム「MAXIMUM COLLECTION」以来2枚目のベストアルバム。デビューシングル「恋するヴェルファーレダンス 〜Saturday Night〜」からMinaが休業期間に入る直前に発売された23rdシングル「Spring rain」までの23枚のシングルを収めた2枚組ベストアルバム。初回限定盤のみオフショットスペシャル・フォトブック封入、ボーナストラック「Spring rain (M.H.JS MIX)」を収録している。
- 同時発売のDVD「PRECIOUS CHIP COLLECTION 1995-2002」では今作に収録されている全23曲のミュージッククリップを収録。
- エイベックスからのアルバムは、同日に発売されたDo As Infinityの『Do The Best』からコピーコントロールCDで発売されているが、本作は通常のCDで発売されている。

## 収録曲

### CD DISC1
1. 恋するヴェルファーレダンス 〜Saturday Night〜
1stシングル。ベスト・アルバム初収録。
2. Kiss me Kiss me, Baby
2ndシングル。ベスト・アルバム初収録。
3. TORA TORA TORA
3rdシングル。
4. Seventies
4thシングル。
5. GET MY LOVE!
5thシングル。
6. Give me a Shake
6thシングル。
7. Love is Dreaming
7thシングル。
8. Shinin' on - Shinin' love
8thシングル。
9. 閃光-ひかり-のVEIL
9thシングル。
10. Ride on time
10thシングル。
11. Grace of my heart
11thシングル。
12. Love impact
12thシングル。

### CD DISC2
1. あの夏へと
13thシングル。
2. 銀河の誓い
14thシングル。
3. 一緒に･･･
15thシングル。ベスト・アルバム初収録。
4. Never gonna stop it
16thシングル。ベスト・アルバム初収録。
5. MAGIC
17thシングル。ベスト・アルバム初収録。
6. バラ色の日々
18thシングル。ベスト・アルバム初収録。
7. always love
19thシングル。ベスト・アルバム初収録。
8. Perfect Love
20thシングル。アルバム初収録。
9. moonlight
21stシングル。アルバム初収録。
10. Feel so right
22ndシングル。アルバム初収録。
11. Spring rain
23rdシングル。アルバム初収録。
12. Spring rain (M.H.JS MIX)
ボーナストラック。初回限定盤のみ収録。